# Watsonkreischeule
Die Watsonkreischeule (Megascops watsonii) ist eine Art aus der Familie der Eigentlichen Eulen. Sie kommt ausschließlich in Südamerika vor.

## Erscheinungsbild
Mit einer Körpergröße von etwa 19 bis 23 Zentimetern ist die Watsonkreischeule innerhalb ihrer Gattung eine kleine bis mittelgroße Art. Sie hat ein verhältnismäßig dunkles Gefieder. Die Körperoberseite ist graubraun mit kleinen blassen Flecken und Punkten. Die Vorderbrust ist bräunlich mit einer dunkleren und einer blassen Fleckung. Die übrige Körperunterseite ist rost- bis sandbraun mit dünnen, dunklen Längs- und Querstreifen. Die Augen sind bernsteinfarben bis braunorange.
Verwechslungsmöglichkeiten bestehen mit der Usta-Kreischeule, die etwas größer ist und ein etwas rotbrauneres Gefieder hat. Die Tropenkreischeule hat gelbe Augen. Die Zimtkreischeule ist durchgehend rotbraun gefiedert.

## Verbreitung und Lebensraum
Die Watsonkreischeule besiedelt die Tiefebenen vom Osten Kolumbiens bis nach Venezuela, Suriname, dem Nordosten Ecuadors und Perus sowie in Brasilien das Gebiet nördlich des Amazonas. Sie ist ein Standvogel, der überwiegend Regenwälder bis in Höhenlagen von 600 Metern nutzt.

## Lebensweise
Die Watsonkreischeule ist ausschließlich nachtaktiv, lässt gelegentlich ihre Rufe schon vor dem Einbruch der Dämmerung erklingen. Das Nahrungsspektrum besteht überwiegend aus Insekten. Vermutlich frisst sie aber auch kleinere Wirbeltiere. Die Fortpflanzungsbiologie dieser Art ist bislang nicht erforscht, ähnelt aber vermutlich der anderer Kreischeulen.

## Belege

### Einzelbelege
1. ↑   König et al., S. 300
2. ↑   König et al., S. 301